# Shera Bechard
Shera Lorraine Marie Bechard (Kapuskasing, Ontario 14 de septiembre de 1983) es una modelo canadiense elegida Playmate de Playboy en el mes de noviembre de 2010. Esporádicamente ha incursionado como actriz.

## Carrera
Shera nació en Kapuskasing. A la edad de 18 años se trasladó a Toronto para seguir la carrera de modelo profesional.
Durante esos años como modelo trabajó con reconocidos fotógrafos como: Marcus Klinko, Jorge Whiteside, Ian Cuttler, Stephen Wayda y su compatriota, el cantante de rock y fotógrafo ocasional, Bryan Adams.
También con el director y fotógrafo de medio tiempo, Andrew Thomas Hunt quien estaba interesado en que ella interpretara el papel estelar de Karma en la película Sweet Karma de 2009. Ganadora en la categoría de Mejor Actriz por parte del Austin Fantastic Fest. Para tan exigente personaje, Bechard tomó clases de teatro, artes marciales, aprendió a manejar una variedad de armas e inicio en un taller de fin de semana en el arte del Pole dance. Sin embargo, Bechard no siente ningún interés por la actuación y tampoco quería convertirse en una estrella.

## Filmografía
- 2007: World’s Sexiest Nude Women (DVD-Production)
- 2009: Sweet Karma - Mejor Actriz